# Wladimir Pantchev

Wladimir Pantchev 2020 (Photo by Andreas Bitesnich)

Wladimir Pantchev (auch Vladimir Pančev; * 11. Januar 1948 in Sofia; † 8. September 2021 in Wien) war ein bulgarisch-österreichischer Komponist zeitgenössischer Musik.

## Werdegang
Von 1967 bis 1972 studierte Pantchev an der Sofioter Musikakademie (Komposition bei Aleksandǎr Tanev, Klavier bei Ljuba Enčeva; Dirigieren bei Konstantin Iliev). Nach Studienabschluss arbeitete er als freischaffender Komponist, Korrepetitor, Redakteur und weiters als Bühnendirigent an der Sofioter Nationaloper und Dozent an der Sofioter Musikakademie. Er heiratete im Jahr 1978 Albena Naydenova. Seit seiner Übersiedlung nach Wien im Jahre 1991 war er als freier Mitarbeiter (Redakteur bei UE 1992–1996) und Korrepetitor am Wiener Konservatorium (1992–1994) tätig. Pantchev war aktiv als Professor für Komposition und Organisator von Konzerten und Kursen für Neue Musik in Österreich. Von 1998 bis 2013 war er Vizepräsident des Ensembles Wiener Collage und schrieb für dieses zahlreiche Werke mit verschiedenen Besetzungen. Er brachte zahlreiche CD-Aufnahmen und Rundfunkaufführungen im ORF Radio Ö1 und im bulgarischen Rundfunk.

## Werke
- Sonate für Klarinette und Klavier, 1971/1972
- Vier Musikstücke für Bassklarinette und Klavier, 1971
- Fünf symphonische Bilder für Orchester, 1974
- Sechs Stücke für Cello und Klavier, 1974
- Feuer und Licht Kantate für Mezzosopran und Klavier nach Gedichten von André de Bouché, 1974
- Stimmungen für Solo-Flöte, 1975
- Partita für 2 Violinen, 1977
- Toccatina und Wettspiel für Klavier, 1975
- Der Wirrwarr. Oper nach dem gleichnamigen Schauspiel von Jórdan Raditschkov, 1980
- Suite für Brassquintett, 1980
- Poéme für Cello und Kammerorchester, 1979
- Konzert für Flöte und Orchester, 1981
- Impulse I & II für Klarinette, Klavier und Schlagzeug (I) bzw. für drei Quartette (II), 1981
- In memoriam für großes Orchester, 1982
- Zehn Konzertstücke für Orchester, 1982
- Mondlieder. Eine kleine Kantate für Sopran, Flöte, Viola, Harfe und Klavier (nach japanischen und koreanischen Gedichten), 1982
- Die Blumen der kleinen Ida. Kinderballett nach Hans Christian Andersen, 1983
- Schlamm. Oper nach der gleichnamigen Erzählung von Elin Pelin, 1983
- Acht Romanzen für Tenor und Klavier nach bulgarischen Gedichten, 1985
- Dom s Mezaninom (Haus mit Verande). Oper nach der gleichnamigen Erzählung von Anton P. Tschechow, 1986
- Konzert für Fagott und Orchester, 1988
- Zwei Lieder für Sopran und Klavier (nach französischen Gedichten) Text André Bréton, 1971/1990
- Konzert für Klarinette und Orchester, 1989/1990
- Gesänge für Mezzosopran und Instrumentalbesetzung original nach Volkssagen aus Bulgarien, 1990; 2. Fassung, 1992
- Augenblicke. Kantate für Sopran und zehn Instrumentalsolisten nach Gedichten von Christo Smirnenski, 1990
- Trio für Flöte, Geige und Cello, 1992
- Die Erschaffung des neuen Adam (Dánov-Lieder). Kantate für zwei Frauenstimmen und 19 Instrumentalsolisten nach Texten der Bibel, 1993/1994
- Spiele für vier Klarinetten und einen Klarinettisten, 1994
- Streichsextett für zwei Geigen, zwei Bratschen und zwei Violoncelli, 1995/1996
- Projekt - Wiener Walzer für drei Quintette und einen Schlagzeuger, 1996
- An die Möwe. Kleines Poème für Sopran und Viola d'amore, 1996
- Hommage á Denisov für Geige, Klarinette, Saxophon und Klavier, 1996/1997
- Klavierquintett, In memoriam von Franz Schubert, 1997
- Quartette - Zyklus von 16 Quartetten für verschiedene variable Besetzungen, 1998, 1999, 2000
- Kleine Etüden für Oboe und Klarinette, 2000
- Konzertstück für Kontrabass und Ensemble, 2001/2002
- Krishna-Spiele für Flöte und Ensemble , 2002
- Konzert für Trompete und Ensemble, 2002/2003
- Lalita Gesänge für Soloposaune und Ensemble, 2003/2004
- Notturno für Trio, 2004
- Movements für 6 Spieler, 2005
- Köleda für 2 Soprans und Ensemble, 2005
- Mozart-Unvollendete für 3 Klarinetten, 2006
- Lanner-Spiele für Streichquartett, 2007
- Body Resonance für Vokal-Instrumentalquartett, 2007
- Lieder meiner Vorfahren nach bulgarische Volkstexte für Frauenstimme und Live-Elektronik, 2008
- Bosch - Mosaik II für Klaviertrio, 2007/2008
- Trio für Flöten (auch Altflöte); Klarinetten ( auch Bassklarinette) und Akkordeon - Zweite Fassung, 2012
- Bosch - Mosaik III für Ensemble, 2009/2010
- Mondmusik in 10 Sätze nach alte japanische Gedichte für Sopran und Ensemble von chinesische Instrumente: Di (auch Bangdi, Dong Xsjao); Liuqin; Pipa; Erhu (auch Zchonghu); Yangqin; Guzheng; Daruan, 2011
- Entwürfe…Skizzen… für Ensemble, 2011/2012
- Wettspiel für 3 Klarinettisten, 2011
- Emigranten - Opern-Spiel nach Motiven des gleichnamigen Schauspiels von Slawomir Mrozek in einem Akt für Bariton, Tenor, 2 Frauen Stimmen und Ensemble, 2012/2014
- Lamenti für 4 Posaune und Orgel, 2015/2016
- Kukeri - Märchen für 3 Solisten und Ensemble, 2017
- Poéme für Vokalquartette von Frauenstimmen, 2019
- Lalita-Gesänge -Konzert für Posaune und Orchester, 2020